# Crottes-en-Pithiverais
Crottes-en-Pithiverais is een gemeente in het Franse departement Loiret (regio Centre-Val de Loire) en telt 245 inwoners (1999). De plaats maakt deel uit van het arrondissement Pithiviers.

## Geografie
De oppervlakte van Crottes-en-Pithiverais bedraagt 13,6 km², de bevolkingsdichtheid is 18,0 inwoners per km².
De onderstaande kaart toont de ligging van Crottes-en-Pithiverais met de belangrijkste infrastructuur en aangrenzende gemeenten.

## Demografie
Onderstaande figuur toont het verloop van het inwonertal (bron: INSEE-tellingen).